# Eriopyga perfusca
Eriopyga perfusca là một loài bướm đêm trong họ Noctuidae.